# Irizar i2e
Az Irizar i2e 2014 óta gyártott akkumulátoros elektromos, alacsonypadlós városi busztípus, melyet a spanyol Irizar gyártó gyárt a baszkföldi Adunában.

## Története
A 21. század második évtizedének elején a spanyolországi Irizar buszgyártó úgy döntött, hogy belép az elektromos városi buszok piacára. 2014-ben bemutatásra kerültek az európai ZeEUS program a zéró emissziós tömegközlekedésért – i2e modell keretében végzett munka eredményei. Stilárisan a modell a két évvel korábban bemutatott i3 modellre utal. Felhívják a figyelmet a nagy szélvédőre, a légkondicionáló egység és a tetőn található akkumulátoregység lekerekített burkolatára, a trapéz alakú hátsó falra, valamint a márkára jellemző fényszórókra. Szerkezetileg azonban a modell eltér az i3 modelltől, mivel önhordó karosszériával egybeépített szerkezetnek készült, nem pedig, mint elődje, más gyártók beépített alvázának. A feltételezések szerint a busz akár 250 km-t is képes megtenni egy töltéssel 17 km/órás átlagsebességgel. A hajtás egy Siemens Synchronic motor, 180 kW (245 LE) teljesítménnyel és 1400 Nm nyomatékkal. Az energiát 600-650 V feszültségű, 375 kWh kapacitású So-Nick nátrium-nikkel akkumulátorok tárolják. Az akkumulátor töltési ideje 5 óra. Ezenkívül a nagyobb emelkedőkhöz 125 V-os szuperkondenzátorokat használnak. A fékezésből származó energia visszanyerésére is tervezték.
Az Irizar i2e modell kezdetben csak maxi, azaz 12 méter hosszúságú változatban volt elérhető. Az első utasforgalmi tesztek Madrid és Marseille utcáin zajlottak. Még 2014-ben városi üzemeltetők rendelték meg Barcelonából és San Sebastiánból.
2016-ban Üzembe helyezték az adunai új Irizar gyártóüzemet, amely teljes egészében elektromos buszok gyártására szolgál. Ugyanebben az évben Irizar pályázott az Év Busza 2017 címre az i2e modellre. A 2016-os Bus Euro Test során Brüsszel utcáin az i2e szembekerült Van Hool Exqui.City, Ebusco 2.1, Mercedes-Benz Citaro C2 NGT és Solaris Urbino 12 Electric, amely végül a győztesnek bizonyult.
A következő években az Irizar további modellekkel bővítette elektromos autóbuszok kínálatát egy 10 m hosszúságú maximidi modellel, valamint egy 18,75 m hosszúságú mega modellel. A Busworld 2017 vásáron bemutatásra került a csuklós Irizar ie tram modell, amelyet elsősorban Bus rapid transit-rendszerekhez szántak. A csuklós buszok más hajtásokat és akkumulátorrendszereket használnak, mint a 10 és 12 méteres modellek. A Siemens meghajtók helyett az Irizar csoporthoz tartozó Alconza termékeit használták. A nátrium-nikkel akkumulátorokat is kisebb kapacitású, de kisebb súlyú és rövidebb töltési idejű lítium-ion akkumulátorokra cserélték. Az Irizar ie tram megkapta A 2018-as Év busza díjat Spanyolországban. A premierre a hordozónál 2018 decemberének elején került sor Barcelonában. Az Irizar ie tram is részt vett a 2018-as Bus Euro Testen, amelyen a Mercedes-Benz Citaro C2 Light Hybrid és a Heuliez GX Elec full electric Bus találkozott Zágráb utcáin. A 2019-es Év busza címet végül a Mercedes kapta. 2020-ban Az Irizar ie busz 12 méteres változatában elnyerte A 2021-es év busza címet.

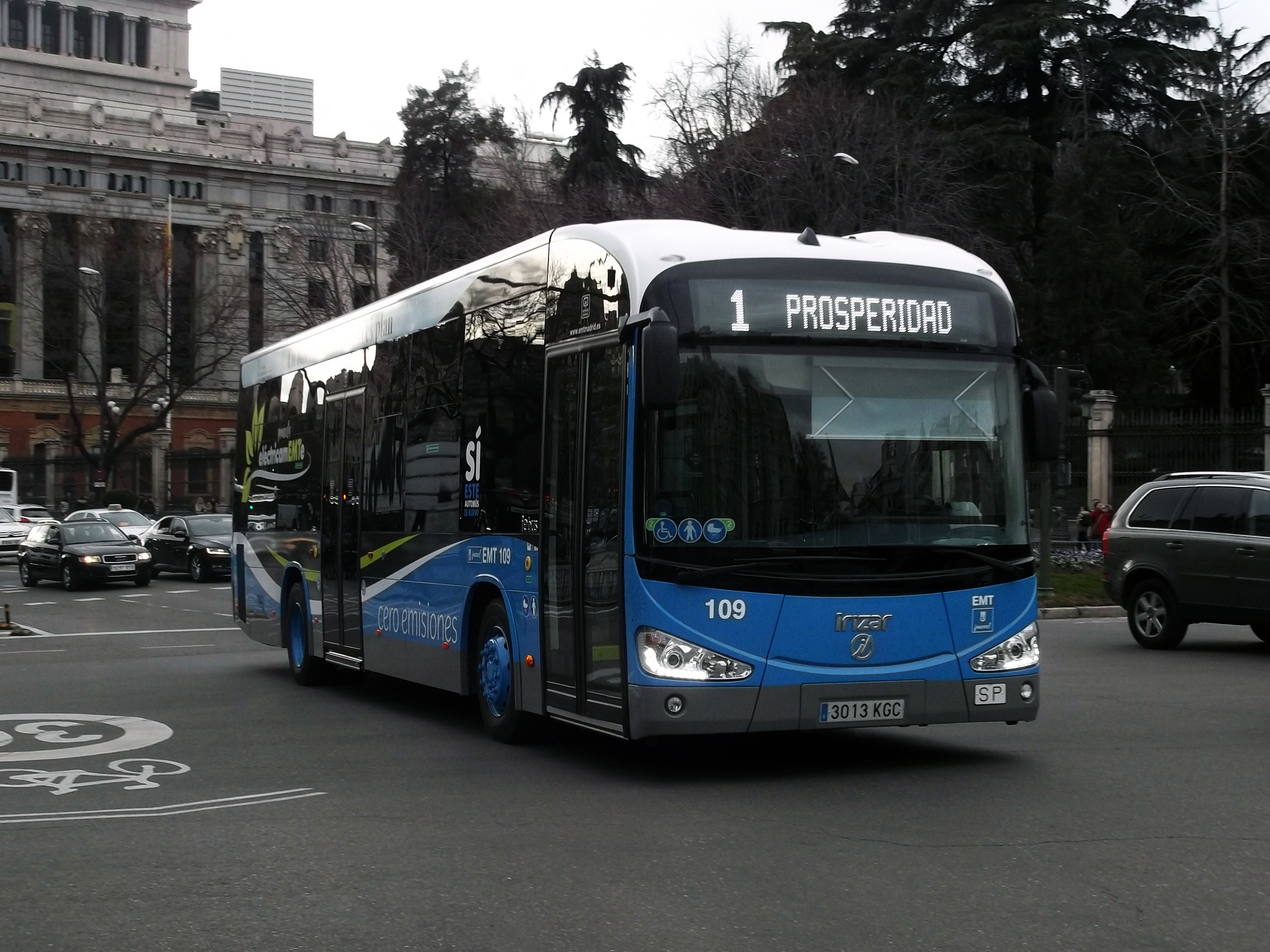
Egy Irizar i2e Madridban
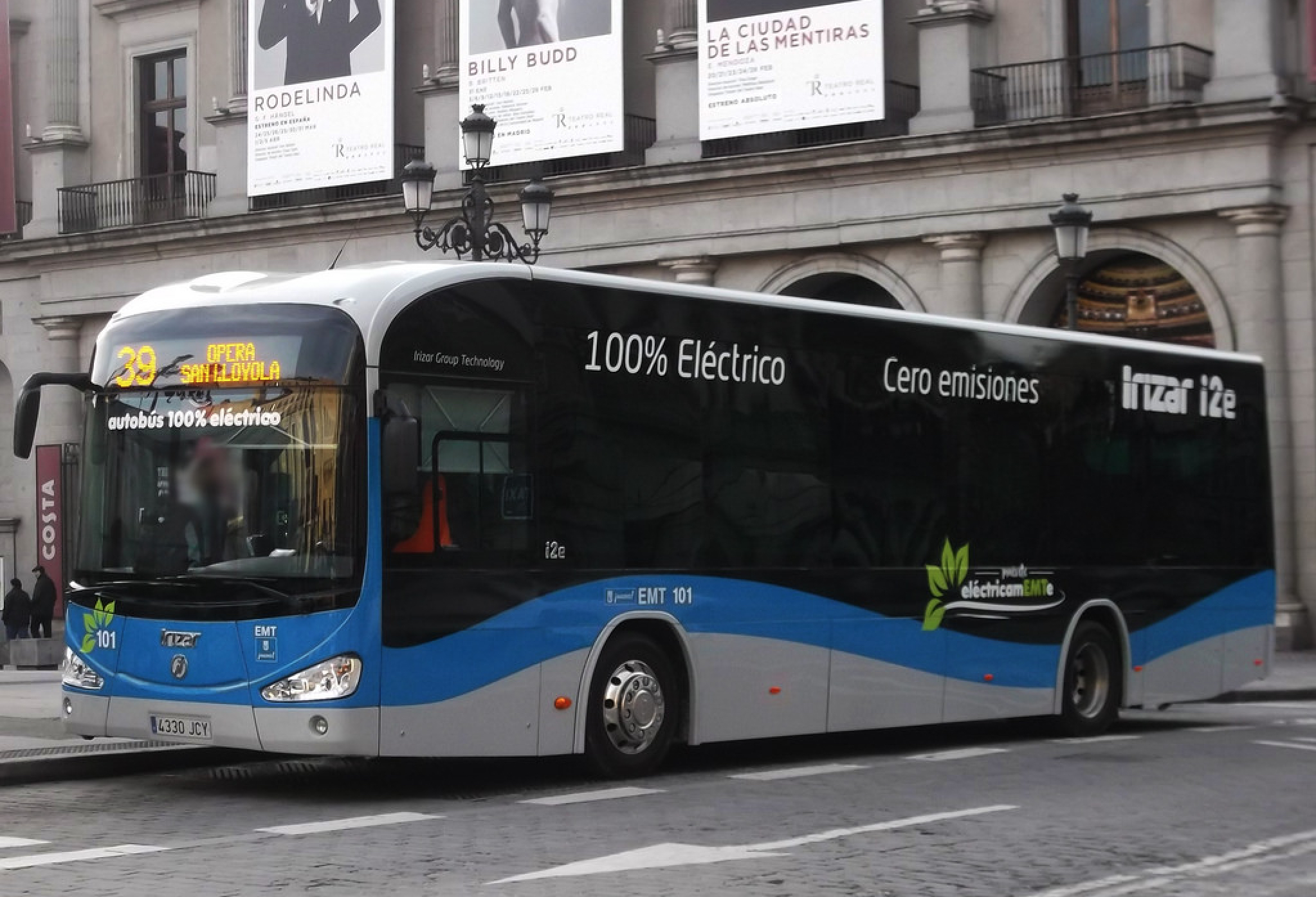
Egy Irizar i2e Madridban
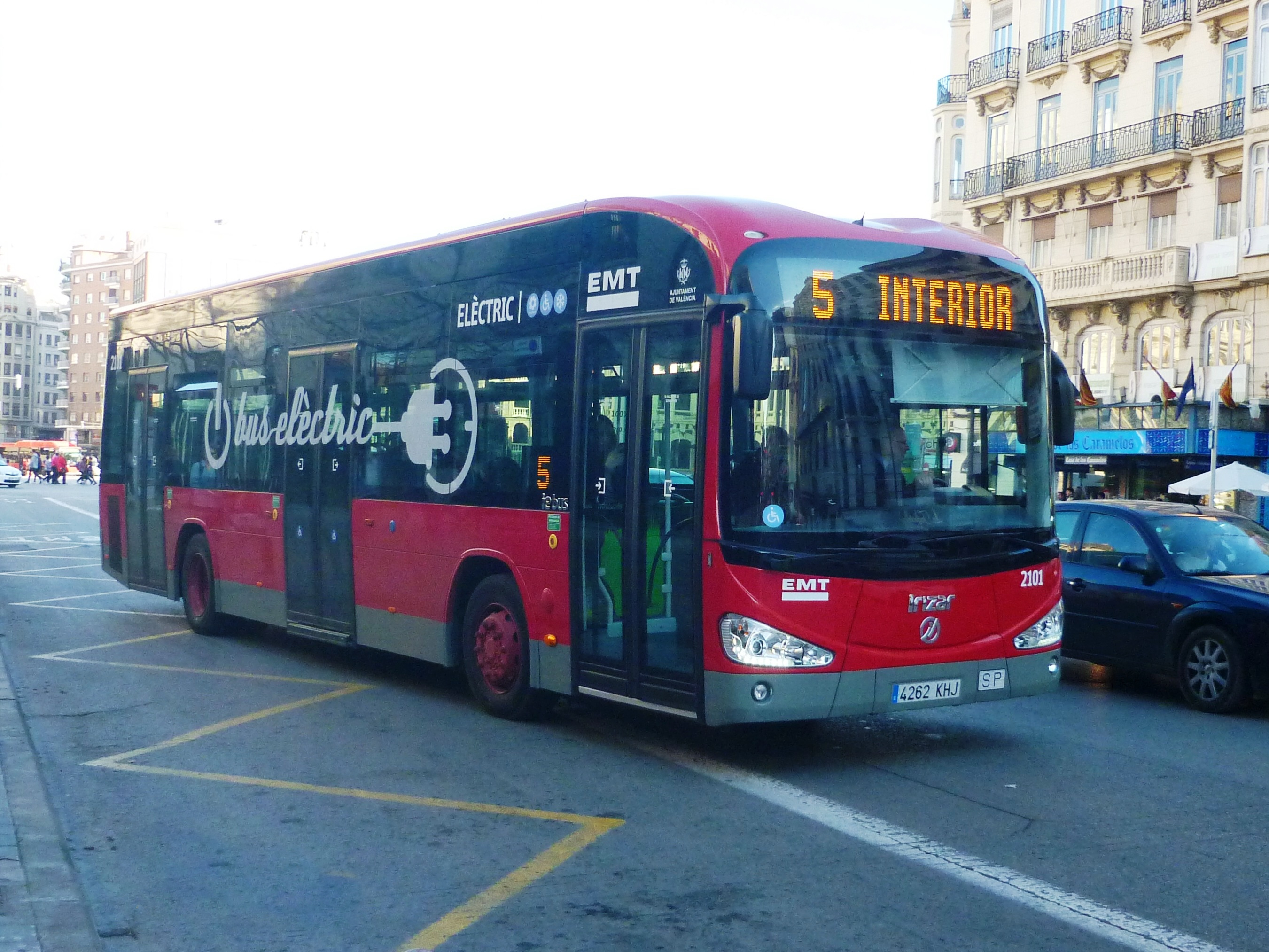
Egy Irizar i2e Valenciában
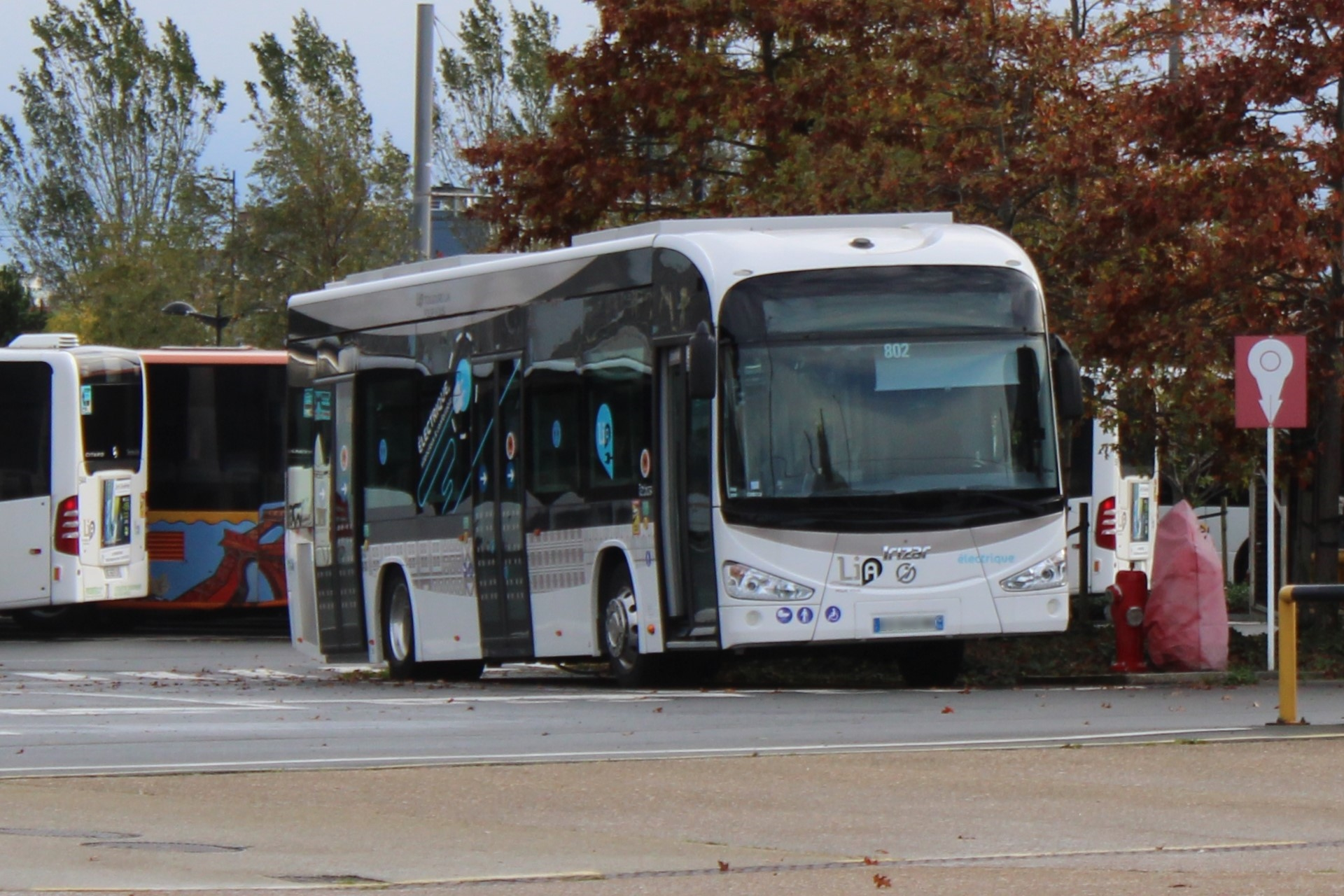
Egy Irizar i2e Le Havre-ban

## Műszaki adatok
|                                                        | ie 10 m                                 | ie 12 m                                       | ie 18 m                                    | ie tram                                    |
| ------------------------------------------------------ | --------------------------------------- | --------------------------------------------- | ------------------------------------------ | ------------------------------------------ |
| Hosszúság                                              | 10 850 mm                               | 11 980 mm                                     | 18 760 mm                                  | 18 760 mm                                  |
| Szélesség                                              | 2550 mm                                 | 2550 mm                                       | 2550 mm                                    | 2550 mm                                    |
| Magasság                                               | 3209 mm                                 | 3209 mm                                       | 3400 mm                                    | 3400 mm                                    |
| Tengelytávolság                                        | 4645 mm                                 | 5770 mm                                       | 5980 mm 6540 mm                            | 5980 mm 6540 mm                            |
| Megközelítési/elindulási szög                          | 6,5/7°                                  | 6,5/7°                                        | 7,5/7°                                     | 7,5/7°                                     |
| Első/hátsó túlnyúlás                                   | 2805/3405 mm                            | 2805/3405 mm                                  | 2805/3405 mm                               | 2805/3405 mm                               |
| Fordulókör                                             | 18 600 mm                               | 20 870 mm                                     | 23 700 mm                                  | 23 700 mm                                  |
| Akkumulátor                                            | nátrium-nikkel 600-650 V 282-329 kWh    | nátrium-nikkel 600-650 V 282-376 kWh          | lítium-ion 600-650 V 90-150 kWh            | lítium-ion 600-650 V 90-150 kWh            |
| Töltés                                                 | 125 A 6-7 óra                           | 125 A 6-7 óra                                 | 125 A 3 óra                                | 125 A 3 óra                                |
| Villanymotor                                           | Siemens 180 kW 1500 Nm                  | Siemens 180 kW 1400 Nm                        | Alconza (Irizar-csoport) 235 kW 2300 Nm    | Alconza (Irizar-csoport) 235 kW 2300 Nm    |
| Ajtóelrendezés                                         | 2-2-0                                   | 2-2-2                                         | 2-1-2-2-1                                  | 1-2-2-2                                    |
| Az ajtók szélessége                                    | 1200 mm                                 | 1200 mm                                       | 1200 mm                                    | 1200 mm                                    |
| Padlómagasság az ajtónál térdepléssel/térdeplés nélkül | 1. ajtó: 250/320 mm 2. ajtó: 270/340 mm | 1. ajtó: 250/320 mm 2. és 3. ajtó: 270/340 mm | 1. ajtó: 250/320 mm többi ajtó: 270/340 mm | 1. ajtó: 250/320 mm többi ajtó: 270/340 mm |
| Belmagasság                                            | 2400 mm                                 | 2400 mm                                       | 2400 mm                                    | 2400 mm                                    |
| Szállítható személyek száma                            | max. 76                                 | max. 82                                       | max. 155                                   | max. 155                                   |
| Utastéri klíma                                         | Hispacold hűtés: 35 kW, fűtés: 28 kW    | Hispacold hűtés: 35 kW, fűtés: 28 kW          | Hispacold hűtés: 35 kW, fűtés: 28 kW       | Hispacold hűtés: 35 kW, fűtés: 28 kW       |
| Klíma a vezetőfülkében                                 | Hispacold hűtés: 3,5 kW, fűtés: 8 kW    | Hispacold hűtés: 3,5 kW, fűtés: 8 kW          | Hispacold hűtés: 35 kW, fűtés: 28 kW       | Hispacold hűtés: 35 kW, fűtés: 28 kW       |

## Fordítás
Ez a szócikk részben vagy egészben  az   Irizar ie című lengyel Wikipédia-szócikk ezen változatának fordításán alapul.  Az eredeti cikk szerkesztőit annak laptörténete sorolja fel. Ez a jelzés csupán a megfogalmazás eredetét és a szerzői jogokat jelzi, nem szolgál a cikkben szereplő információk forrásmegjelöléseként.